# 鐵路替代巴士服務

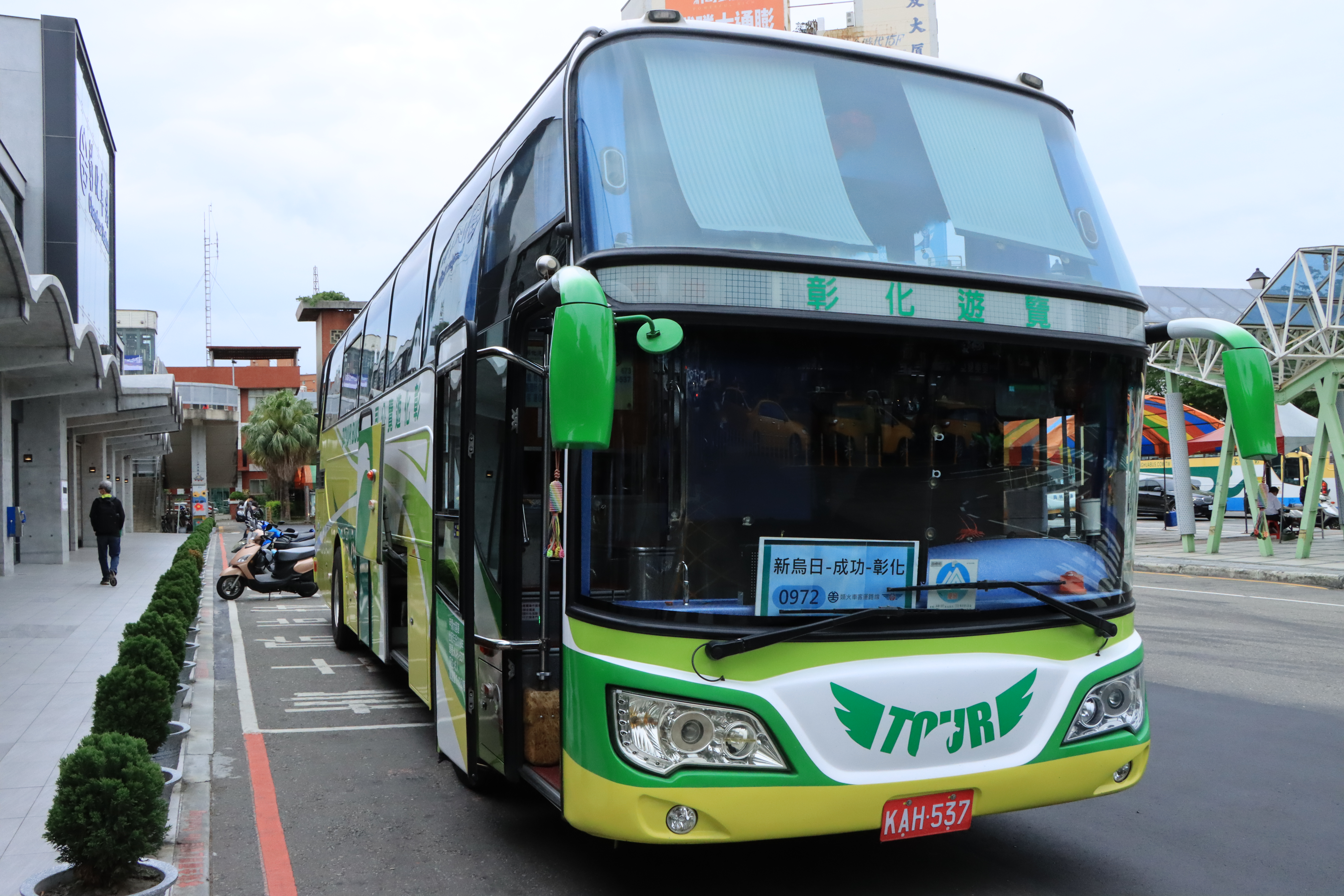
圖為彰化車站行駛類火車班次的遊覽車。

巴士替代鐵路服務（英語：Rail replacement bus service）是當旅客列车停運時公共交通部門臨時開通代替旅客列車的公共汽車服務。包括輕軌運輸系統、有軌電車、通勤铁路、區域鐵路、城际铁路等公共交通停運時當局都有可能開設替代的公共汽車。如果出現諸如铁路以及火车故障、铁路事故、工人罢工、鐵路運輸入不敷出等情況時都有可能造成旅客列车停運。

## 範例

### 普通鐵路

#### 台灣

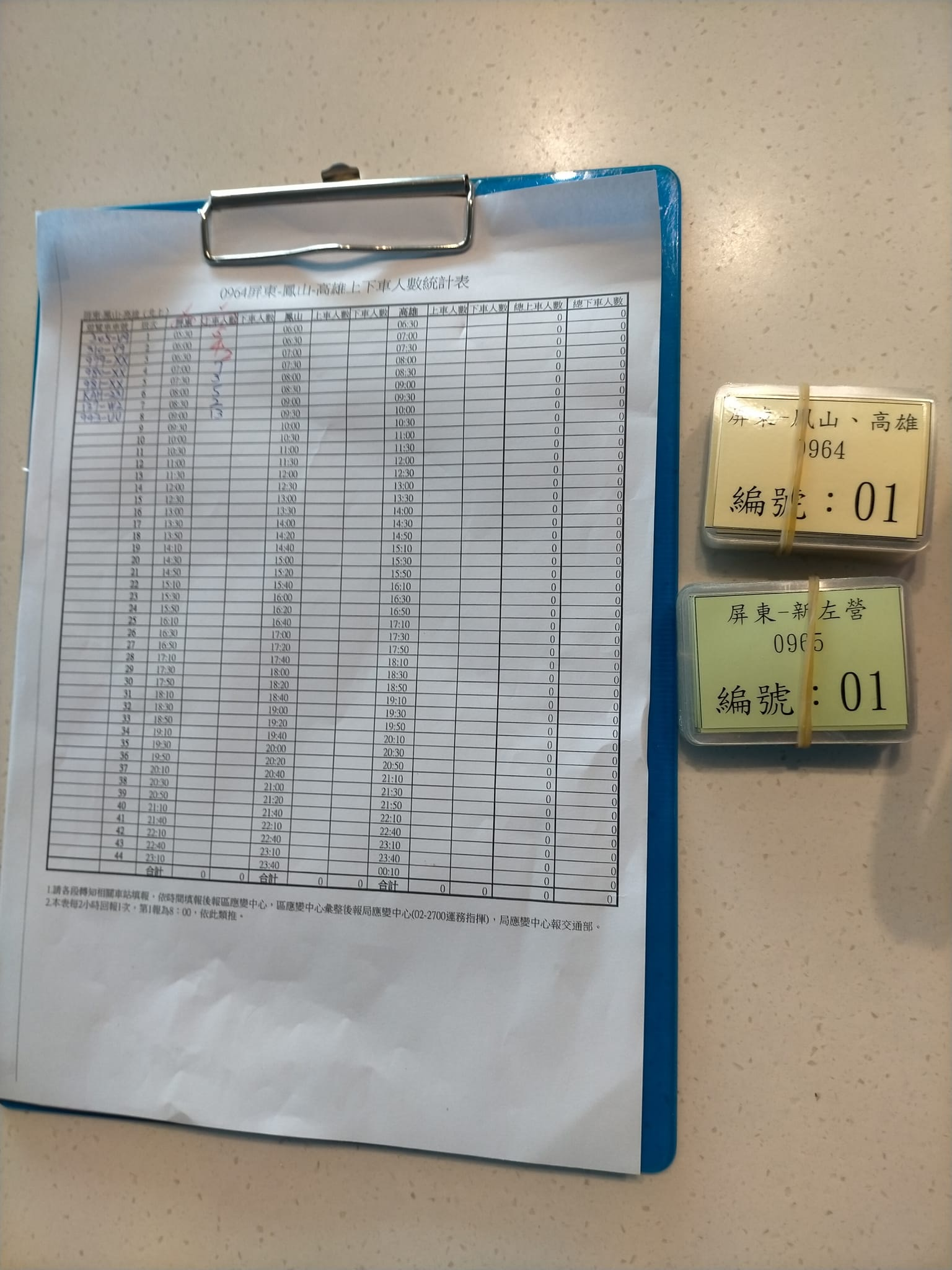
圖為2022年5月1日因應台鐵工會依法休假，而臨時開的類火車編號卡和登記表。

台灣鐵路在花東線鐵路電氣化和南迴鐵路電氣化期間在夜間施工封閉路段實行公路替駛，前者是租用遊覽車行駛莒光號610次的花東段，後者是由公路總局協調客運行駛臨時路線。
2022年4月，台灣鐵路工會因為不滿政府未經協商即強推臺鐵公司化方案，而發起「五一勞動節不配合加班」抗議行動，以不加班方式集體合法休假。
4月21日，交通部舉行應變計畫說明記者會，說明2022年5月1日當日台鐵表定列車全數停駛，以臨時接駁車往返特定台鐵站區間，並藉台灣高鐵班次來補足運能缺口之需求，交通部將這一系列臨時客運接駁路線稱之為「類火車」。後來交通部部長王國材表示類火車就是國外的「rail replacement bus service」（實譯「公路替運」）。

同年9月18日因為台東發生地震導致花蓮至台東路線不通，台鐵局與交通部公路總局協調自9月19日6時起開行0952（花蓮至玉里）、0953（玉里至台東）等兩條替駛公路客運路線，同月21日起再加開0951（花蓮至台東）一條替駛公路客運路線
；而後同月30日花蓮到玉里路段恢復行駛後花蓮－玉里－台東接駁巴士不再行駛，取而代之的是依據鐵路到發時刻進行接駁的玉里至富里的接駁巴士。

#### 日本
日本在311大地震之後，以快速公交形式代替氣仙沼線和大船渡線的服務，並逐步修復軌道，但也有一些區間確定不會恢復鐵路服務。

#### 加拿大
國家客運鐵路網的運營商維亞鐵路使用術語「bustitution」來指鐵路替代巴士服務取代鐵路。

### 城市交通

#### 中国大陆

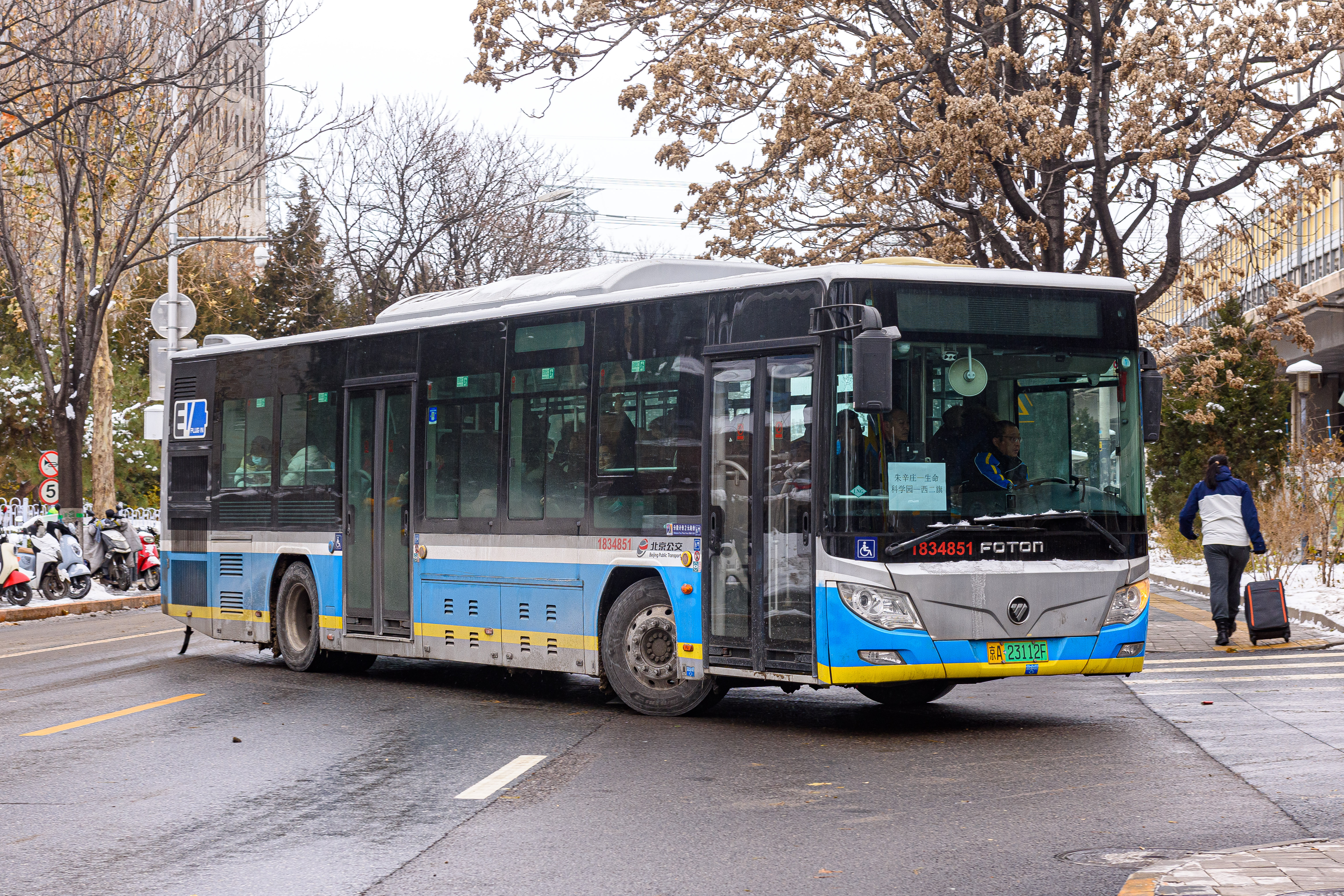
2023年12月15日，北京公交第一客运分公司于北京地铁昌平线追尾事故次日在朱辛庄站与西二旗站间开行接驳公交

2021年5月14日至2024年12月30日，长春有轨电车54路及55路因长春轨道交通5号线施工而缩短至长影临时终点站（红旗街与建工南路交会处），长影至原终点工农大路间由公交免费接驳车辆代为运行。
2023年5月11日早上7点20分左右，广州地铁一号线列车在行经陈家祠及相邻站的区间时，隧道内传出巨大声响，并发出强光。随后地铁方面发出声明，称因供电设备故障出现导致列车延误，并在芳村至东山口区间启动地铁应急公交接驳，广州一汽巴士立即派出34辆车进行应急公交接驳。上午8时57分，广州地铁官方微博表示1号线供电设备故障已排除，行车间隔开始逐步恢复正常。
2023年12月14日晚，北京地铁昌平线西二旗至生命科学园段发生列车追尾事故。次日，昌平线维持朱辛庄站至昌平西山口站、西二旗站至西土城站分段运营，朱辛庄至西二旗段由免费摆渡公交代为接驳。
2023年12月16日至22日，苏州轨道交通11号线因实施贯通改造，唯亭至阳澄湖东段暂停运营，由昆山公交开行的代行公交覆盖该区段的地铁服务。
2024年11月10日至2025年1月18日，哈尔滨地铁1号线为治理改善地铁隧道周边地质条件，对相关设备系统进行更新改造，交通学院站至哈尔滨东站段暂停运营，由哈尔滨交通集团提供太平桥站至哈尔滨东站的接驳巴士服务。

#### 臺灣
臺北捷運與多家公車業者簽有合約，在服務中斷時，必須提供替代的接駁服務，另外也有三次長期的替代接駁（納莉風災和木柵線系統切換期間與環狀線軌道錯位恢復期）和一次先導接駁（南港展覽館站設站後與昆陽站之間未通車期間）服務。

#### 香港
香港輕鐵506綫因杯渡路架空路軌工程與九廣西鐵屯門站興建工程於2002年7月14日暫時停駛並改由506臨時巴士代替，而高架化後卻因為各種因素未能恢復輕鐵而演變成港鐵巴士506綫至今。

#### 美國
鐵路替代巴士服務在城市軌道交通系統中很常見，主因是服務意外中斷。例如2012年10月颶風桑迪曾對紐約地鐵造成嚴重損壞，因此需要透過等值的替代巴士提供臨時服務。